# Sonnys chance
Sonny With a Chance (på dansk Sonnys Chance) er en komedieserie om en komedieserie kaldet So Random!. Demi Lovato spiller Sonny Munroe, en almindelig pige der kommer med i sin yndlingsserie. Sterling Knight spiller Chad Dylan Cooper, der har været en stjerne siden barndommen og er meget bevidst om at han er stjernen og midtpunktet. Disse to roller og mange flere er med i Sonny With a Chance. Sonny og Chad (Lovato og Knight) er også kendt under navnet Channy.

## Karakterer
- Sonny Munroe alias Allison Munroe ( Demi Lovato ) er en 15 årig pige (1. sæson) fra Wiscosin. Efter at have lagt en komisk video af sig selv ud på nettet, er hun blevet tilbudt at være med i TV-showet So Random!, som er hendes yndlings TV-show. Man følger så Sonnys nye liv i Hollywood, hvor hun forsøger at vende sig til at være kendt samtidig med, at hun forsøger bare at gøre alt det, der gør hende og alle andre glade. Hun prøver at være venner med Tawni hart(1.sæson) men de bliver rigtige gode venner i sæson 2.
- Chad Dylan Cooper ( Sterling Knight ) har sit eget TV-show, McKenzie Falls, hvor han selv spiller hovedrollen som McKenzie. Hans show bliver optaget i samme filmstudie som So Random!, så han og Sonny støder ofte på hinanden. Han er selvoptaget og ser ned på So Random!, men samtidig er der noget imellem Chad og Sonny. I 2. sæson bliver de kærester, men de slår igen op senere i 2. sæson.
- Tawni Hart er en af Sonnys So Random!-kollegaer. Tawni har været en del af showet længere end Sonny, og var ikke glad for Sonny, da hun først kom til So Random!. Senere har Tawni dog accepteret Sonny, som en af sine bedste veninder. Tawni har altid arbejdet i showbuisness siden hun var helt lille, og har ofte svært ved at relatere til problemer fra "den virkelige verden".